# Superfórmula
A superfórmula é uma generalização da superelipse e foi proposta por Johan Gielis em 2003.  Gielis sugeriu que a fórmula pode ser usada para descrever muitas formas e curvas complexas encontradas na natureza. Gielis entrou com um pedido de patente relacionado à síntese de padrões gerados pela superfórmula, que expirou em 10/05/2020. 
Em coordenadas polares, com {\displaystyle r} o raio e {\displaystyle \varphi } o ângulo, a superfórmula é:
{\displaystyle r\left(\varphi \right)=\left(\left|{\frac {\cos \left({\frac {m\varphi }{4}}\right)}{a}}\right|^{n_{2}}+\left|{\frac {\sin \left({\frac {m\varphi }{4}}\right)}{b}}\right|^{n_{3}}\right)^{-{\frac {1}{n_{1}}}}.}Ao escolher valores diferentes para os parâmetros {\displaystyle a,b,m,n_{1},n_{2},} e {\displaystyle n_{3},} diferentes formas podem ser geradas. A fórmula foi obtida pela generalização da superelipse, nomeada e popularizada por Piet Hein, um matemático dinamarquês.

## Gráficos 2D
Nos exemplos a seguir, os valores mostrados acima de cada figura devem ser m, n 1, n 2 e n 3.

Um programa GNU Octave para gerar essas figuras:
```
function
 
sf2d
(
n, a
)

  
u
 
=
 
[
0
:
.001
:
2
 
*
 
pi
];

  
raux
 
=
 
abs
(
1
 
/
 
a
(
1
)
 
.*
 
abs
(
cos
(
n
(
1
)
 
*
 
u
 
/
 
4
)))
 
.^
 
n
(
3
)
 
+
 
abs
(
1
 
/
 
a
(
2
)
 
.*
 
abs
(
sin
(
n
(
1
)
 
*
 
u
 
/
 
4
)))
 
.^
 
n
(
4
);

  
r
 
=
 
abs
(
raux
)
 
.^
 
(
-
 
1
 
/
 
n
(
2
));

  
x
 
=
 
r
 
.*
 
cos
(
u
);

  
y
 
=
 
r
 
.*
 
sin
(
u
);

  
plot
(
x
,
 
y
);

end

```

## Extensão para dimensões superiores
É possível estender a fórmula para 3, 4 ou n dimensões, por meio do produto esférico de superfórmulas. Por exemplo, a superfície paramétrica 3D é obtida pela multiplicação de duas superfórmulas r 1 e r 2. As coordenadas são definidas pelas relações:
{\displaystyle x=r_{1}(\theta )\cos \theta \cdot r_{2}(\phi )\cos \phi ,}{\displaystyle y=r_{1}(\theta )\sin \theta \cdot r_{2}(\phi )\cos \phi ,}{\displaystyle z=r_{2}(\phi )\sin \phi ,}onde {\displaystyle \phi } (latitude) varia entre − π /2 e π /2 e θ (longitude) entre − π e π.

## Gráficos 3D
Superfórmula 3D: a = b = 1; m, n 1, n 2 e n 3 são mostradas nas imagens.